# Kościół w Østerlars
Kościół w Østerlars – kościół obronny we wsi Østerlars leżącej 5 km na południe od Gudhjem na wyspie Bornholm. Jest to największa i najstarsza z rotund na wyspie. Jest popularną atrakcją turystyczną odwiedzaną rocznie przez 12 000 zwiedzających. Został wzniesiony około 1160 jako świątynia pod wezwaniem św. Wawrzyńca. Budowla składa się z apsydy, owalnego prezbiterium oraz okrągłej nawy. Ma 3 kondygnacje. Niegdyś budowla była ufortyfikowana, najwyższa kondygnacja pełniła funkcję galerii strzeleckiej.

## Wezwanie
Kościół jest poświęcony św. Wawrzyńcowi. Duńskim odpowiednikiem imienia jest Lars i taka była pierwotna nazwa świątyni lecz około 1600 dodano prefiks øster- (Wielkanoc) w celu odróżnienia od pobliskiego kościoła Ny-Lars.

## Historia i architektura

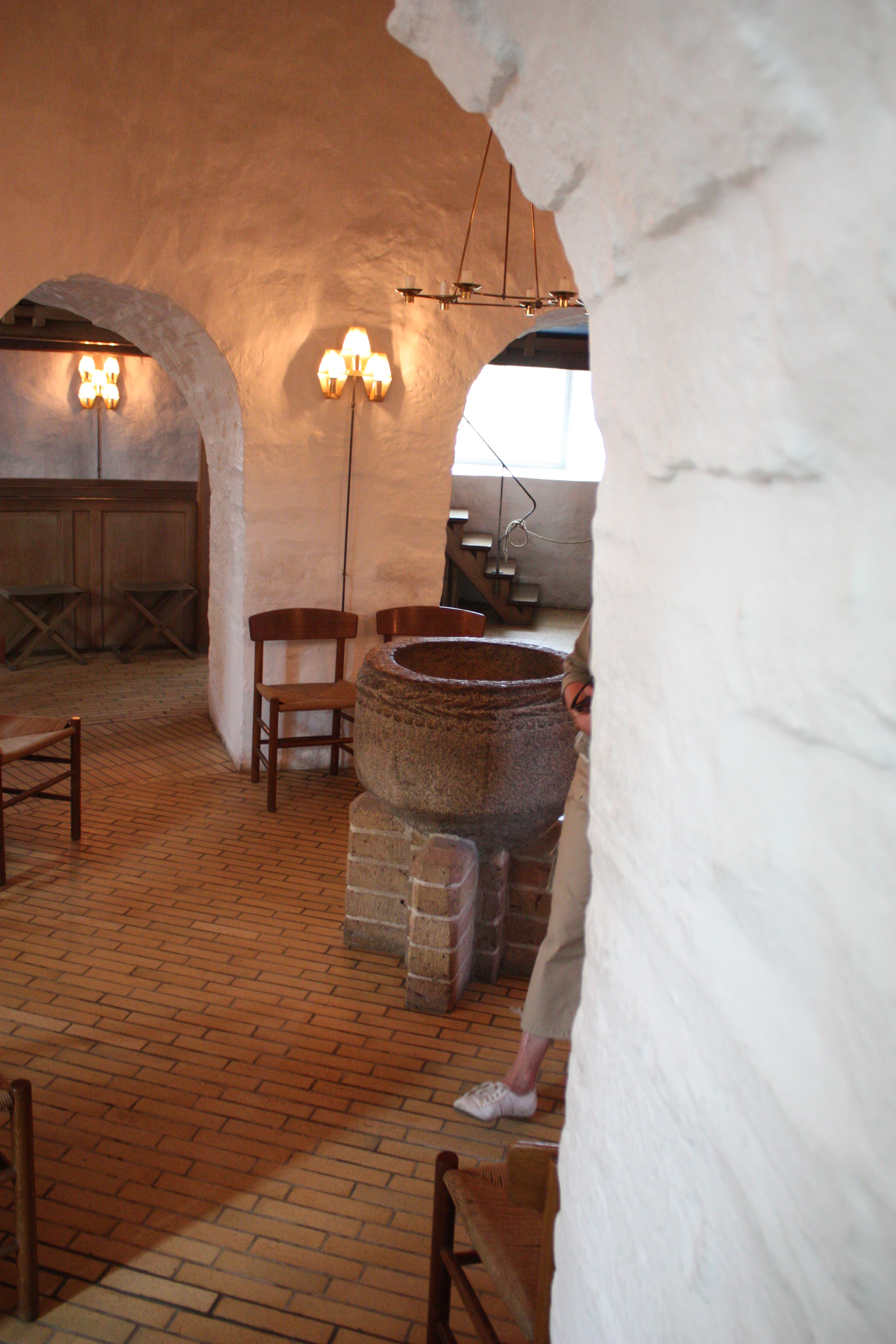
Østerlars. Wnętrze środkowej kolumny

Kościół powstał ok. 1160. W świątyni znaleziono monetę datowaną na 1157. Na tej podstawie czas wzniesienia kościoła określono na ok. 1160. Ściany zostały wykonane z kamieni polnych, a fundamenty z bornholmskiego piaskowca. Apsyda świątyni ma analogię w katedrze w Lund. Zewnętrzna średnica nawy wynosi 16 m. W jej centrum znajduje się pusta w środku kolumna o średnicy 6 m. W jej wnętrzu znajduje się pomieszczenie. Pierwotnie wnętrze oświetlały niewielkie romańskie okna, powiększone w okresie nowożytnym. W XVII w. dodano przypory, a w XVII w. stożkowaty dach. Przedsionek powstał w 1870. Znajduje się w nim kamień runiczny z ok. 1100. Drugi kamień jest na terenie przykościelnym (ok. 1070).

## Malowidła i wyposażenie
Centralna kolumna jest pokryta freskami wykonanymi ok. 1350. W okresie reformacji zostały one zamalowane i odkryto je w 1889. Przedstawiają one Zwiastowanie, Nawiedzenie, Narodzenie Chrystusa, śpiącego Józefa w żydowskiej czapce, apokryficzny cud żniw dokonany przez Marię podczas ucieczki do Egiptu oraz Sąd Ostateczny.
Ambona kościoła pochodzi z 1595, a ołtarz jest datowany na ok. 1600.